# Мирзабеков, Магомед Мирзабекович
Магомед Мирзабекович Мирзабеков (16 ноября 1990, Махачкала) — российский и азербайджанский футболист, полузащитник. Выступал за сборную Азербайджана.

## Биография
По национальности даргинец. Воспитанник московской школы «ФШМ-Торпедо». В 2006 году перешёл в московское «Торпедо», однако выступал лишь за дублирующие и молодёжные команды клуба. В 2010 году попал в заявку молодёжного состава махачкалинского «Анжи», за которую в молодёжном первенстве провёл 71 матч и забил 2 гола. За основную команду «Анжи» дебютировал 14 июля 2010 года в выездном матче 1/16 финала Кубка России против клуба «Псков-747», проведя полный матч. В следующем розыгрыше Кубка России на этой же стадии в выездном матче против ульяновской «Волги» на 74-й минуте матча вышел на замену вместо Роберто Карлоса. Летом 2012 года перебрался в азербайджанский клуб «Сумгаит». 30 мая 2014 года перешёл в бакинский «Интер».
В начале июля 2017 года из «Габалы» перешёл в «Нефтчи».

### Карьера в сборной
Мирзабеков играл в юношеской сборной России (U-17) вместе с Аланом Дзагоевым. На данный момент является игроком основной сборной Азербайджана, в составе которой провел уже 2 игры.